# Роман, Жозе
Жозе Праташ Роман (род. 13 апреля 1954) — португальский футболист и футбольный тренер. Выступал на позиции защитника.

## Карьера игрока
Роман родился в Беже и начал играть за местный одноимённый клуб. За время своей 14-летней профессиональной карьеры он также представлял «Витория Гимарайнш», «Фафе», «Пенафиел», «Риопеле», «Алкобасу» и «Визелу».
Роман провел пять сезонов в высшем дивизионе с «Виторией», но был лишь игроком резерва. Его последним сезоном был 1982/83, который он провёл с «Визелой» и ушёл в отставку в июне 1984 года всего в 30 лет.

## Тренерская карьера
Роман начал работать тренером сразу после ухода со спорта, став во главе «Визелы» в её первом и единственном сезоне в элитном дивизионе (1984/85), команда финишировала на 16-м, последнем месте в лиге, и была понижена в классе. С начала сезона 1987/88 до конца кампании 1999/2000 годов он почти всегда работал в командах португальского высшего дивизиона, начиная с «Пенафиела»; больше всего времени он провёл с «Шавешом», с которым у него было три этапа работы и который он вывел на пятое место в 1989/90 сезоне.
В 2000 году Роман присоединился к тренерскому штабу Антонью Оливейры в сборной Португалии, он работал ассистентом тренера до конца чемпионата мира 2002. Впоследствии он возглавлял сборную до 21 года, и был также тренером олимпийской сборной в злополучной кампании на летних Олимпийских играх 2004 в Афинах, где Португалия заняла последнее место в группе, не проиграв лишь Марокко (2:1).
Роман начал тренировать за рубежом в 2005 году, став у руля «Видада», затем он тренировал «Аль-Араби Доха», «Раджу», «Аль-Кувейт» и «Аль-Араби Кувейт».